# Sportler des Jahres 2002 (Deutschland)
Die Sportler des Jahres 2002 in Deutschland wurden von Fachjournalisten gewählt und am 22. Dezember im Kurhaus von Baden-Baden ausgezeichnet. Veranstaltet wurde die Wahl zum 56. Mal von der Internationalen Sport-Korrespondenz (ISK).

## Männer
| Platz | Sportler           | Sportart        | Punkte | Erfolge 2002                                                                                 |
| ----- | ------------------ | --------------- | ------ | -------------------------------------------------------------------------------------------- |
| 1.    | Sven Hannawald     | Skispringen     | 4157   | Sieger Vierschanzentournee mit Siegen in allen vier Springen                                 |
| 2.    | Dirk Nowitzki      | Basketball      | 2369   | Weltmeisterschaftsdritter, NBA Conference Semifinals                                         |
| 3.    | Michael Schumacher | Formel 1        | 1549   | Weltmeister                                                                                  |
| 4.    | Oliver Kahn        | Fußball         | 1318   | Vizeweltmeister                                                                              |
| 5.    | Timo Boll          | Tischtennis     | 1283   | Europameister Einzel u. Doppel, Zweiter Mannschaft                                           |
| 6.    | Erik Zabel         | Straßenradsport | 1009   | Weltranglistenerster, Weltmeisterschaftsdritter Straßenrennen, Blaues Trikot Vuelta a España |
| 7.    | Georg Hackl        | Rennrodeln      | 0860   | Olympiazweiter, Europameister                                                                |
| 8.    | Ingo Schultz       | Leichtathletik  | 0751   | Europameister 400 m                                                                          |
| 9.    | Michael Ballack    | Fußball         | 0682   | Vizeweltmeister, Champions-League-Finalist mit Bayer 04 Leverkusen                           |
| 10.   | Sven Ottke         | Boxen           | 0634   | Weltmeister im Supermittelgewicht (Profis)                                                   |

## Frauen
| Platz | Sportler              | Sportart       | Punkte | Erfolge 2002                                                                          |
| ----- | --------------------- | -------------- | ------ | ------------------------------------------------------------------------------------- |
| 1.    | Franziska van Almsick | Schwimmen      | 3936   | Europameisterin 100 u. 200 m Freistil, 4 × 100 u. 4 × 200 m Freistil, 4 × 100 m Lagen |
| 2.    | Claudia Pechstein     | Eisschnelllauf | 3726   | Olympiasiegerin 3000 m, 5000 m                                                        |
| 3.    | Kati Wilhelm          | Biathlon       | 2324   | Olympiasiegerin Sprint u. Staffel, Zweite Verfolgung                                  |
| 4.    | Evi Sachenbacher      | Skilanglauf    | 1739   | Olympiasiegerin Staffel, Zweite Sprint                                                |
| 5.    | Anni Friesinger       | Eisschnelllauf | 0954   | Olympiasiegerin 1500 m                                                                |
| 6.    | Sabine Braun          | Leichtathletik | 0939   | Vizeeuropameisterin Siebenkampf                                                       |
| 7.    | Grit Breuer           | Leichtathletik | 0922   | Europameisterin 4 × 400-m-Staffel, Zweite 400 m                                       |
| 8.    | Sylke Otto            | Rennrodeln     | 0686   | Olympiasiegerin                                                                       |
| 9.    | Andrea Henkel         | Biathlon       | 0570   | Olympiasiegerin Einzel u. Staffel                                                     |
| 10.   | Verena Bentele        | Skisport       | 0415   | Paralympics-Siegerin Biathlon, Skilanglauf Kurz-, Mittel- u. Langstrecke              |

## Mannschaften
| Platz | Sportler                                                        | Sportart       | Punkte | Erfolge 2002                                           |
| ----- | --------------------------------------------------------------- | -------------- | ------ | ------------------------------------------------------ |
| 1.    | Fußballnationalmannschaft der Männer                            | Fußball        | 3026   | Vizeweltmeister                                        |
| 2.    | Basketballnationalmannschaft der Männer                         | Basketball     | 2397   | Weltmeisterschaftsdritter                              |
| 3.    | Skisprung-Team                                                  | Skispringen    | 1977   | Olympiasiegerin, Gewinn der Nationenwertung im Weltcup |
| 4.    | Biathlonstaffel Frauen (Apel, Disl, Henkel, Wilhelm)            | Biathlon       | 1546   | Olympiasieger                                          |
| 5.    | Hockeynationalmannschaft der Männer                             | Hockey         | 1369   | Weltmeister                                            |
| 6.    | Skilanglaufstaffel Frauen (Henkel, Bauer, Künzel, Sachenbacher) | Skilanglauf    | 1196   | Olympiasieger                                          |
| 7.    | Bayer Leverkusen                                                | Fußball        | 0881   | Champions-League-Finalist                              |
| 8.    | SC Magdeburg                                                    | Handball       | 0809   | Champions-League-Sieger, Vereins-Europameister         |
| 9.    | Sprintstaffel Frauen                                            | Leichtathletik | 0671   | Vizeeuropameister 4 × 100 m                            |
| 10.   | Freistilstaffel Frauen                                          | Schwimmen      | 0665   | Europameister 4 × 100 m                                |